# Homoeosoma achroeella
Homoeosoma achroeella är en fjärilsart som beskrevs av Émile Louis Ragonot 1887. Homoeosoma achroeella ingår i släktet Homoeosoma och familjen mott. Inga underarter finns listade i Catalogue of Life.